# Sandinistisches Volksheer

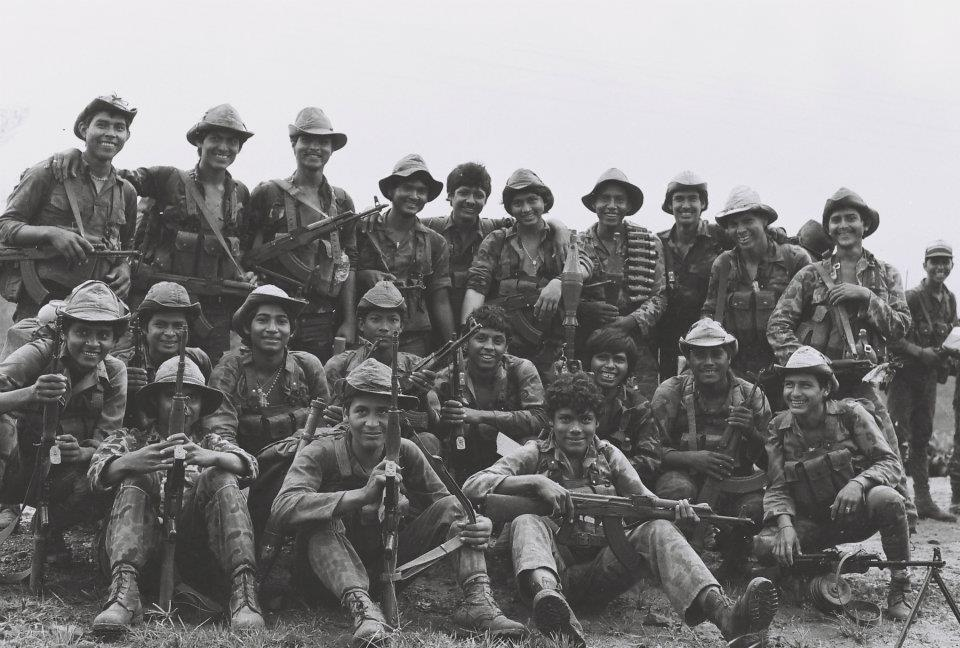
Compañía BLI Sócrates Sandino

Flugzeugkokarde der Fuerza Aérea Sandinista

Das Sandinistische Volksheer (spanisch Ejército Popular Sandinista, EPS), in deutschen Übersetzungen oftmals auch als Sandinistische Volksarmee bezeichnet, bildete von 1979 bis 1994 die Streitkräfte Nicaraguas und spielte eine entscheidende Rolle im Contra-Krieg 1980 bis 1990. Oberbefehlshaber im gesamten Zeitraum war Humberto Ortega Saavedra. Entgegen der Bezeichnung „Heer“ umfasste das EPS auch die Marine (Marina de Guerra Sandinista „Sandinistische Kriegsmarine“) und die Luftstreitkräfte bzw. Luftverteidigungsstreitkräfte Nicaraguas (Fuerza Aérea Sandinista „Sandinistische Luftwaffe“ oder Defensa Anti-Aérea „Luftverteidigung“), die keine selbständigen Teilstreitkräfte bildeten. 1994 wurde das EPS in das Ejército de Nicaragua umgewandelt, 1995 übergab Ortega das Oberkommando an Joaquín Cuadra Lacayo.

## Gründung
Das EPS wurde wenige Wochen nach dem Sieg der nicaraguanischen Revolution am 22. August 1979 aufgrund des Dekrets Nr. 53 der Revolutionären Regierungsjunta gegründet. Es ersetzte die früheren Streitkräfte Nicaraguas, die Guardia Nacional (GN). Kurz darauf wurde die Policía Sandinista gegründet, die dem neu gegründeten Innenministerium (Ministerio del Interior, MINT) unter Tomás Borge unterstand. Die Gründung einer eigenen Polizei war notwendig geworden, da die Guardia eine Doppelfunktion als Militär und Polizei ausgeübt hatte.
Bis zur Einführung der allgemeinen Wehrpflicht 1983 rekrutierte sich das EPS ausschließlich aus Freiwilligen; sein Offizierkorps bestand anfänglich beinahe ausschließlich aus militärischen Kadern der Frente Sandinista de Liberación Nacional (FSLN), von denen eine kleine Minderheit bereits eine militärische bzw. paramilitärische Ausbildung im sozialistischen Ausland wie z. B. in Nordkorea und Kuba absolviert hatten, so Humberto Ortega selbst.
Die Gründung des EPS bzw. der PS war notwendig geworden, da die irregulären Revolutionsstreitkräfte teilweise keiner militärischen und/oder politischen Kontrolle unterlagen und eine Gefahr für die öffentliche Sicherheit darstellten. Außerdem wurden konterrevolutionäre Aktionen von Seiten ehemaliger Mitglieder der Guardia Nacional erwartet. Vorbild des EPS waren die kubanischen Streitkräfte, die Fuerzas Armadas Revolucionarias (FAR).

## Einführung der allgemeinen Wehrpflicht
Am 13. September 1983 führte die Regierungsjunta mit dem Dekret Nr. 1327 die allgemeine Wehrpflicht (Servicio Militar Patriótico, Vaterländischer Militärdienst, SMP) für alle männlichen Staatsangehörigen vom 18. bis zum 40. Lebensjahr ein. Frauen konnten freiwillig dienen, waren aber in der Regel in den Milizen im Objektschutz eingesetzt. Die Wehrpflicht dauerte zwei Jahre, hinzu kam eine einjährige Reservedienstzeit.
Die Wehrpflicht war in Nicaragua äußerst unbeliebt und de facto unbekannt, da die 1928 gegründete Guardia Nacional eine reine Freiwilligentruppe gewesen war und die Parteiheere des 19. und frühen 20. Jahrhunderts der Liberalen und Konservativen Partei die formal bestehende Wehrpflicht nur äußerst selektiv angewandt hatten. Die sandinistische Führung setzte daher eine Sonderabteilung der Polizei (Fuerzas de Prevención) ein, um Jugendliche bereits in Schulen, Universitäten oder auf Festen zu rekrutieren. Daher flüchteten viele Jugendliche, meist mit ihren Familien, ins Ausland oder in Einrichtungen der Katholischen Kirche, Universitäten oder Betriebe.
Die Frage der Wehrpflicht war mit entscheidend für den Wahlausgang 1990. Nach ihrem Wahlsieg vom Februar schaffte die neue Staatspräsidentin, Violeta Barrios de Chamorro, sie mit dem Dekret 2-90 umgehend ab.

## Struktur

### Territoriale Gliederung

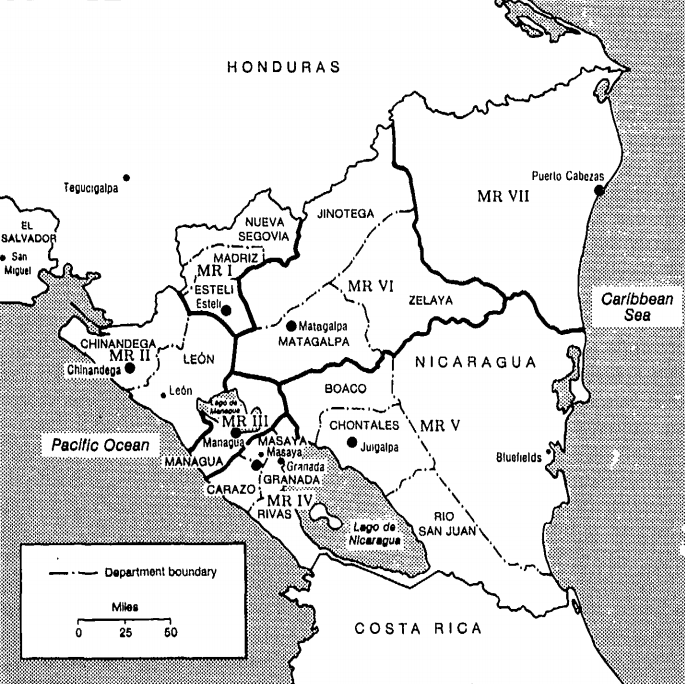
EPS Military regions map by Col. Alden Cunningham

Ende der 1980er Jahre war Nicaragua in sieben Militärregionen gegliedert:
I. Estelí
II. Chinandega
III. Managua
IV. Matagalpa
V. Puerto Cabezas
VI. Granada
VII. Bluefields

### Milicias Populares Sandinistas (MPS)
Die Sandinistischen Volksmilizen wurden am 15. Februar 1980 aufgrund des Dekrets Nr. 313 der Regierungsjunta gebildet. Ihr erster Kommandeur war Comandante de Brigada Edén Pastora Gómez. Der Dienst war wie im EPS freiwillig. In den 1980er Jahren existierten zeitweise 28 MPS-Brigaden mit 150 Bataillonen. Ihre Funktion bestand hauptsächlich im Objektschutz, z. B. von Fabriken, Landwirtschaftskooperativen und Verkehrswegen.

### Batallones de Lucha Irregular (BLI)
Die Batallones de Lucha Irregular (Bataillone für den irregulären Kampf, BLI) wurden aufgrund der zunehmenden Contra-Angriffe 1983 aufgestellt und als Infanterie eingesetzt. Ihre Aufgabe bestand darin, die in der Form der Guerilla operierenden Contraeinheiten aufzuspüren, einzukesseln, zum Kampf zu stellen und ihre Basen und Versorgungslager zu zerstören, auch auf ausländischem Territorium in Honduras und Costa Rica, d. h. Counterinsurgency-Operationen durchzuführen.
Diese Aufgabe hatten vor der Gründung der BLI die Batallones de Infantería de Reserva (BIR), die jedoch aufgrund ihrer Altersstruktur (überaltertes Personal mit lediglich rudimentärer militärischer Ausbildung) mit den Anforderungen an eine Kriegführung in unwegsamen Gelände fernab von Versorgungsbasen überfordert waren. Insgesamt existierten 13 BLI und eine Aufklärungskompanie bzw. Kompanie für spezielle Operationen:
1. BLI „Simón Bolívar“
2. BLI „Germán Pomares“
3. BLI „General Francisco Estrada“
4. BLI „Coronel Santos López“
5. BLI „General Miguel Ángel Ortez“
6. BLI „Coronel Rufo Marín“
7. BLI „General Juan Pablo Umanzor“
8. BLI „Farabundo Martí“
9. BLI „Coronel Sócrates Sandino“
10. BLI „Coronel Ramón Raudales“
11. BLI „General Juan Gregorio Colindres“
12. BLI „General Pedro Altamirano“
13. BLI „Heriberto Reyes“
14. COE Companía de Exploración" oder "Companía de Operaciones Especiales

### Batallones Ligeros de Cazadores (BLC)
Die Leichten Jägerbataillone, zeitweise 19 à 250 Mann in zwei Kompanien, dienten dem Aufspüren und der Einkesselung von Contraeinheiten bis zur Heranführung der BLI, die dann mit großer Feuerkraft den eigentlichen Kampf führen sollten.

## Panzertruppen, Artillerie, Pioniere, Luftlandetruppen
Nach Jurado/Thomas verfügte das EPS Ende der 1980er Jahre über vier Panzerbataillone, ein mechanisiertes Bataillon, eine Feldartilleriebrigade mit vier Bataillonen und vier Pionierbataillone. Kern der Panzertruppen bildeten gut 150 T-55 Kampfpanzer, die jedoch im Operationsgebiet der Contras kaum eingesetzt werden konnten.
Ab 1982 verfügte das EPS auch über ein Luftlandebataillon, das jedoch vermutlich nur mit Hubschraubern operierte, da die FAS nicht über Transportflugzeuge verfügte, die Fallschirmjäger absetzen konnte.

### Grenztruppen
Die Tropas Guardiafronteras (TGF) besaßen Ende der 1980er Jahre eine Gesamtstärke von gut 7000 Angehörigen und waren nach dem Muster von Grenztruppen des Ostblocks organisiert.

### Spezialeinheiten, Zusammenarbeit zwischen EPS und MINT
Das EPS verfügte über eine Spezialeinheit, die ca. 1982 gegründeten Tropas Pedro Altamirano (TPA, intern Los Pedrinos genannt). Sie waren nach einem früheren General Augusto César Sandinos, Pedro Altamirano, benannt. Die TPA wurden 1986 in flexiblere Kleineinheiten umgewandelt, die Pequeñas Unidades de Fuerzas Especiales (PUFE, Kleineinheiten der Spezialstreitkräfte).
Die TPA besaßen in den 1979 gegründeten paramilitärischen Tropas Pablo Úbeda (TPU) des MINT eine Art Konkurrenz. Das MINT führte selbständig Operationen gegen die Contras durch; die TPU arbeiteten daher eng mit dem Geheimdienst DGSE (Directorio General para la Seguridad del Estado, Allgemeine Direktion für die Staatssicherheit) zusammen, der ebenfalls dem MINT unterstand und nicht wie das Ministerium für Staatssicherheit der DDR ein eigenes Ministerium bildete. Vorbild des MINT war das kubanische MININT.
Die TPU operierten im Contragebiet teilweise als so genannte bandas fantasmas ("Gespensterbanden"), d. h., als angebliche Contragruppen. Sie nahmen Kontakt zu realen Contraeinheiten auf und überfielen diese in gemeinsam eingerichteten Lagern. Angeblich war diese Taktik von Einheiten des MININT übernommen worden. Bei einer derartigen Operation im Departamento Boaco im November 1984 kam der damalige Führer der Truppe, Enrique Schmidt, ums Leben; die Einzelheiten sind bislang nicht geklärt. Die TPU des MINT wurden offenbar 1986 aufgelöst und teilweise in die TPA/PUFE eingegliedert.
Das MINT verfügte außerdem über eine eigene Abteilung zur Contrabekämpfung, die Lucha Contra Bandas (LCB, Kampf gegen Banden bzw. Bandenbekämpfung), die wiederum eng mit dem EPS und den TPU zusammenarbeitete und zu deren Aufgaben u. a. die Desinformation und Infiltration von Contraeinheiten gehörte. Dem MINT unterstand ebenfalls die Dirección Quinta (Fünfte Abteilung, intern als La V bezeichnet), die für Gegenspionage und die Infiltration und Desinformation vor allem der Contra zuständig war. Sie operierte vor allem im Ausland, wo sich Contrabasen oder Verbindungspersonal der Contra befand, de facto in ganz Zentralamerika. Das MINT wurde nach der sandinistischen Wahlniederlage 1990 aufgelöst; an seine Stelle trat das Ministerio de Gobierno.
Das EPS besaß mit dem SIM (Servio de Inteligencia Militar) einen eigenen Militärgeheimdienst.

## Ausrüstung und Bewaffnung, Uniformierung, Dienstgrade

### Ausrüstung und Bewaffnung
Sowohl Ausrüstung als Bewaffnung bestanden in der Aufbauphase des EPS aus einem Sammelsurium diverser Waffen und Fahrzeuge pp., die teilweise noch von der Guardia Nacional stammten wie israelische Galil-Gewehre, das US-amerikanische M16-Gewehr oder Kleinflugzeuge. Sie wurden nach und nach durch Waffenlieferungen aus dem Ostblock ergänzt bzw. ersetzt.

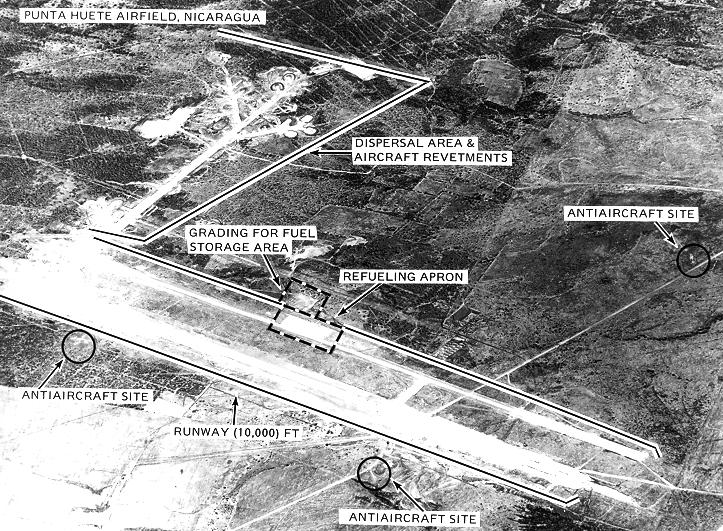
Punta Huete Airfield, Nicaragua – CIA IMINT

Obwohl schon 1984 in Bulgarien Piloten der Fuerza Aérea Sandinista für den Einsatz auf MiG-21 Abfangjägern ausgebildet worden waren, wurde von ihrer Anschaffung schließlich abgesehen, da diese im Contra-Krieg taktisch unnütz waren und von den USA als Bedrohung des Panamakanals angesehen wurden. Für die MiGs war eigens ein Flugplatz mit einer 3000 m langen und 40 m breiten Start- und Landebahn aus Stahlbeton in Punta Huete am Nordostufer des Managuasees konstruiert worden. Für fast 25 Jahre eine der größten Bauruinen Zentralamerikas, wurde das Gelände 2010 als Flughafen Punta Huete in Betrieb genommen, um den Flughafen Managua zu entlasten.
- Kampfpanzer T-55
- Schützenpanzer PT-76
- Spähpanzer BRDM-2
- Schützenpanzer BTR-152
- Selbstfahrender Raketenwerfer BM-21
- Makarow-Pistole
- Sturmgewehr AK-47 aus sowjetischer und nordkoreanischer Produktion
- leichtes Maschinengewehr RPK
- mittelschweres MG PKM
- Panzerfaust RPG-7
- 82mm-Mörser
- Granatwerfer AGS-17
- Scharfschützengewehr Dragunow
- Hubschrauber Mil Mi-8
- Hubschrauber Mil Mi-24

Für den Transport dienten Lkw vom sowjetischen Typ ZIL, ostdeutsche IFA W50 und UAZ-469 Jeeps.

### Uniformierung
Grundsätzlich war das EPS nach kubanischem Vorbild mit einer olivgrünen Uniform ausgestattet. Die BLI trugen oftmals Tarnkleidung diverser Herkunft. Charakteristisch für viele Einheiten des EPS war ein Hut nach dem Vorbild des sowjetischen Tropenhuts, wie er auch in Afghanistan getragen wurde. Die im Frontdienst kaum verwendeten Stahlhelme waren sowjetischer und bulgarischer Herkunft.

### Dienstgrade
Von 1979 bis 1986:
- Comandante de la Revolución (Humberto Ortega)
- Comandante de Brigada
- Comandante (Major)
- Subcommandante
- Capitán (Hauptmann)
- Teniente Primero (Oberleutnant)
- Teniente (Leutnant)
- Subteniente (Unterleutnant)
- Sargento Primero (Sergeant 1. Klasse)
- Sargento Secundo (Sergeant 2. Klasse)
- Sargento Tercero (Sergeant 3. Klasse)
- Soldado de Primera (Gefreiter)
- Soldado (Soldat)
Am 22. August 1986 wurden ab dem Hauptmann aufwärts neue Dienstgrade analog zu den kubanischen FAR eingeführt:
- General de Ejército (Heeresgeneral = General, nur Humberto Ortega als Oberkommandierender und Verteidigungsminister)
- General de Cuerpo (Korpsgeneral = Generalleutnant)
- General de División (Divisionsgeneral = Generalmajor)
- General de Brigada (Brigadegeneral)
- Coronel (Oberst)
- Teniente Coronel (Oberstleutnant)
- Mayor (Major)

## Ausbildung, Militärmissionen
Die Ausbildung des EPS wurde anfänglich hauptsächlich durch kubanische Instrukteure in Nicaragua selbst betrieben, unterstützt durch Vietnamesen und Palästinenser. Offenbar ab Mitte 1980 wurden Offiziere und Unteroffiziere des EPS auch im Ostblock ausgebildet, so auch von der Nationalen Volksarmee in der DDR; im Juli 1990 befanden sich noch 85 Offizieranwärter in der Offiziershochschule für ausländische Militärkader „Otto Winzer“ in Prora auf Rügen.
Von 1984 bis 1986 war der kubanische General Arnaldo Ochoa als Militärberater in Managua tätig und entwickelte eine spezielle Taktik für die Aufstandsbekämpfung gegen die Contras. Soweit bekannt, geht die Gründung der BLI auf seine Initiative zurück; Ochoa hatte Nicaragua bereits mehrmals 1983 besucht. 1985 befanden sich noch gut 1250 kubanische Militärberater im Land. Entgegen zeitgenössischen Pressemeldungen waren während des Contra-Krieges in Nicaragua nie aktive ausländische Truppen aus Kuba oder der UdSSR stationiert.

## Transformation 1994/95
Nach der Wahlniederlage der Sandinisten im Februar 1990 wurde der nicaraguanische Staatsapparat unter der Regierung Chamorro völlig umstrukturiert. Das MINT und die ihm unterstehende Policía Sandinista wurden aufgelöst, die PS durch die Policía Nacional ersetzt.
Die einzige Ausnahme in der Umstrukturierung bildete das EPS unter Humberto Ortega, der als einziger Sandinist in einer Regierungsfunktion verblieb. Zu diesem Zeitpunkt war das EPS der mit Abstand stärkste Militärapparat Zentralamerikas und umfasste gut 70.000 Angehörige, von denen allerdings offenbar weit über die Hälfte Wehrpflichtige waren. Allerdings übernahm das EPS vom aufgelösten Innenministerium MINT vollständig den Inlandsgeheimdienst DGSE. Ziel der Regierung Chamorros war die Reduzierung des EPS bis Mitte der 1990er Jahre auf eine Stärke von 15.000 bis 17.000 Angehörigen.
In die Transformationszeit fielen Kämpfe gegen so genannte Recontras und Recompas; ehemalige Contras und Angehörige des EPS, die nach der Auflösung ihrer Armeen beschäftigungslos geworden waren, aber über ausreichend Waffen und Munition verfügten. Am 21. Juli 1993 überfiel eine gut 150 Mann starke Recompa-Gruppe unter Führung des ehemaligen FSLN-Funktionärs Victor Manuel Gallego, "Pedrito El Hondureño" genannt, die Stadt Estelí, plünderte zwei Banken und stellte politische Forderungen wie die Zusicherung von Arbeitsplätzen. Bei dem Überfall auf die Stadt bzw. durch die Wiedereinnahme durch das EPS wurden gut 43 Personen getötet. Gallego wurde umgehend von Chamorro und Ortega amnestiert; die Beute aus den Banken blieb verschwunden.
Der Transformationsprozess war 1994 abgeschlossen. Das EPS wurde am 2. September in Ejército de Nicaragua umbenannt; es ist heute Teil der Fuerzas Armadas de Nicaragua.